# 雙源假說

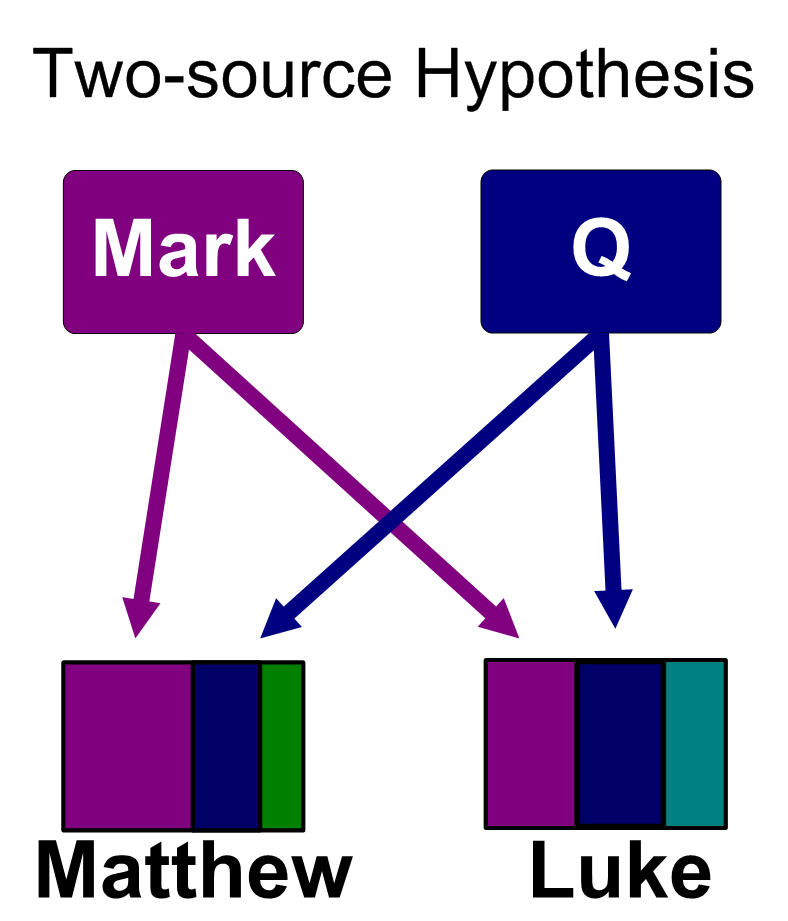
雙源假說認為，馬太與路加福音的作者，是根據馬可福音，以及另一個被命名為Q的耶穌生平與口傳教義，所寫作而成的

雙源假說（英語：Two-Source Hypothesis，縮寫為2SH），聖經研究中，用來解釋對觀福音書如何形成的假說之一。這個假說認為，《馬太福音》與《路加福音》都是基於《馬可福音》以及另一個基督教口傳傳承的Q來源，作為材料，再寫作而成。
雙源假說於19世紀出現，由馬可居先說進一步發展而成，克里斯丁·赫爾曼·魏塞於1838年首次提出這個假說。目前這個假說仍是聖經研究中，最多學者支持的假說。

## 概論
雙源假說結合了馬可居先說，與Q來源。2SH假設存有一份記載了耶穌言行但已亡佚的文件(Q)，藉此解釋了雙重傳統。跟馬可居先說（馬可福音為四福音中最先寫成）比較起來，這是2SH的一個特徵。

## 對雙源假說的質疑
儘管雙源假說（簡稱2SH）最被廣為接受，但它仍有一些疑點，主要是Q來源的問題。
在2SH身為最流行的對觀福音來源解釋的同時，一些次要點上的一致（minor agreement）帶來一些關切。所謂次要點上的一致是指某些在馬太福音與路加福音中合致的記載與馬可福音卻不相同。（例如耶穌被打時，有人嘲笑地問祂："告訴我們打你的是誰？"這段記載在馬太福音與路加福音都有出現但未見於馬可福音。）這些次要的一致於是被用來質疑馬太福音與路加福音都得知馬可福音的存在，但馬太福音與路加福音卻互不知道對方存在的命題。
其次，一個被用在兩卷福音書中，如此主要且被重視的資料怎會就這樣全然消失了呢？為何Q從來未曾被任何教會記錄提及？從耶穌到耶柔米這段時間也未曾有任何學者提到。這些問題被澄清之前，Q一直都會受到懷疑。
但在多馬福音出土之後，讓許多聖經學者更深信Q來源的說法。